# Distretto di Nicastro
Il distretto di Nicastro fu una delle suddivisioni amministrative del Regno delle Due Sicilie, subordinate alla provincia di Calabria Ulteriore Seconda, soppressa nel 1860.

## Istituzione e soppressione
Fu costituito con la legge n. 360 del 1º maggio 1816 riguardante la Circoscrizione amministrativa delle Provincie dei Reali Domini al di qua del Faro (in vigore dal 1º gennaio 1817), in conseguenza del frazionamento del territorio della Calabria Ulteriore nelle due province di Calabria Ulteriore Prima e Calabria Ulteriore Seconda. Con l'occupazione garibaldina e l'annessione al Regno di Sardegna del 1860, l'ente fu soppresso.

## Suddivisione in circondari
Il distretto era suddiviso in successivi livelli amministrativi gerarchicamente dipendenti dal precedente. Al livello immediatamente successivo, infatti, individuiamo i circondari, che, a loro volta, erano costituiti dai comuni, l'unità di base della struttura politico-amministrativa dello Stato moderno. A questi ultimi potevano far capo i villaggi, centri a carattere prevalentemente rurale.
I circondari del distretto di Nicastro, prima della soppressione, ammontavano a dieci ed erano i seguenti:
- Circondario di Nicastro
- Circondario di Serrastretta
- Circondario di Nocera
- Circondario di Gimigliano
- Circondario di Martirano
- Circondario di Cortale
- Circondario di Maida
- Circondario di Feroleto Antico
- Circondario di Filadelfia
- Circondario di Sambiase